# The Dead Eye
The Dead Eye er det femte album fra det svenske thrash metal-band The Haunted. Det blev udgivet den 30. oktober 2006 gennem Century Media Records.

## Spor
1. "The Premonition" – 0:58
2. "The Flood" – 4:07
3. "The Medication" – 3:10
4. "The Drowning" – 4:13
5. "The Reflection" – 3:48
6. "The Prosecution" – 3:49
7. "The Fallout" – 4:22
8. "The Medusa" – 4:03
9. "The Shifter" – 2:55
10. "The Cynic" – 3:48
11. "The Failure" – 5:10
12. "The Stain" – 4:14
13. "The Guilt Trip" – 10:19

- The Guilt Trip
- Silence
- The Exit (Skjult nummer)

### Bonusspor
1. "The Highwire" (Japanske standard og udvidet version. Europa udvidet version)
2. "The Program" (Japanske standard og udvidet version. Europa udvidet version)
3. "The Burden" (Japanske udvidet version)

Samlingsversionen i USA, Europa, og Japan indeholder også en bonus-dvd.
1. The Dead Eye – Dokumentar
2. All Against All – Promo Videoklip
3. No Compromise – Promo Videoklip
4. 99 – Live ved Metal Mania Festival 2005
5. Abysmal – Live ved Metal Mania Festival 2005

## Musikere
- Peter Dolving – Vokal
- Anders Björler – Guitar
- Jonas Björler – Bas
- Patrik Jensen – Guitar
- Per Möller Jensen – Trommer